# アピア (札幌市)
アピア (APIA) は、北海道札幌市中央区にある地下街。JRタワーを構成する施設になっている。

## 概要
札幌市営地下鉄さっぽろ駅と北海道旅客鉄道（JR北海道）札幌駅を結ぶエリアにあり、地下鉄南北線とJR西コンコースを結ぶ通路「ウエストアベニュー」を中心に展開する。「ウエストアベニュー」の西側は「APIA WEST」として、レストランやカフェなどの飲食店が比較的多く出店している。東側は「APIA CENTER」として、ファッションや雑貨などの専門店が比較的多く出店している。
施設全体が採光を重視しており、通路や広場に日差しが降り注ぐ設計になっている。「太陽の広場」は吹き抜けになっており、地上（札幌駅前広場）には総ガラス張りのドーム（アピアドーム）がある。2012年にウエストアベニューに64面（16柱に南北2面、上下2面）のデジタルサイネージ「JRタワー札幌ピラービジョン」を設置し、2016年にはイーストアベニュー（木漏れ日の広場）に32面（8柱に東西南北4面）のデジタルサイネージ「JRタワー札幌ピラービジョンクロス」を設置した。

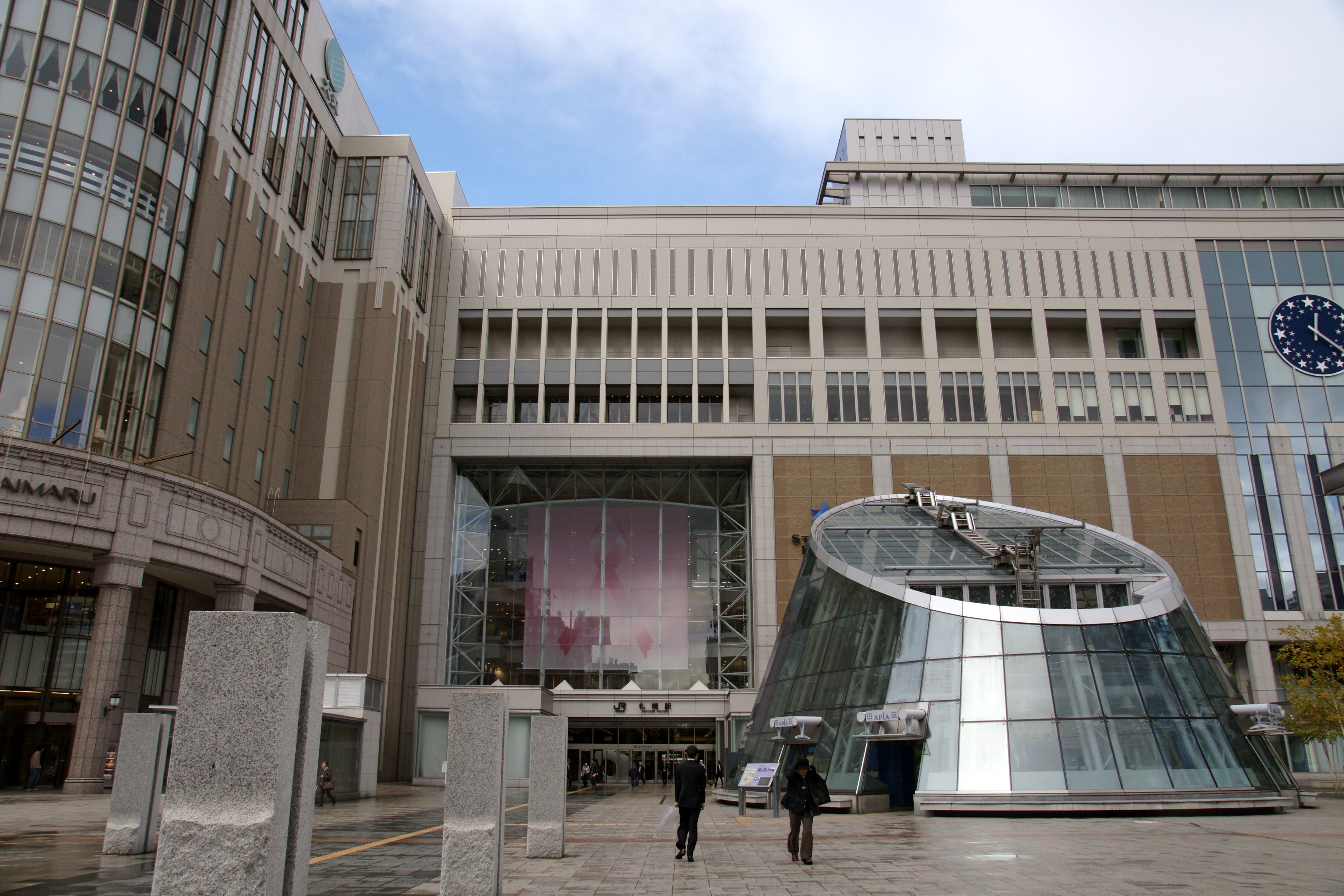
札幌駅前広場にあるアピアドーム（2009年10月）
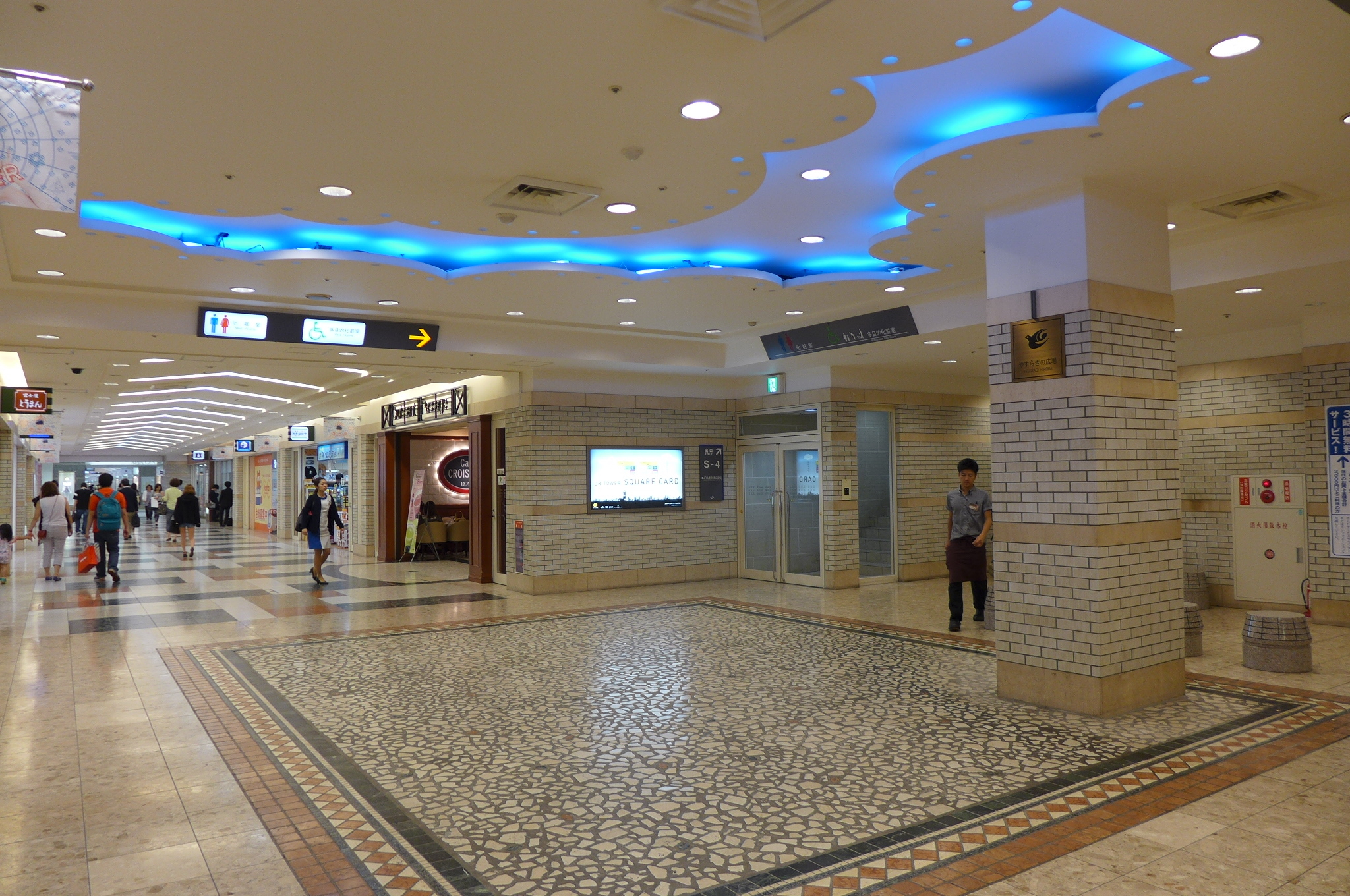
やすらぎの広場（2014年6月）

## 沿革
前身は1952年開設の「札幌ステーションデパート」であり、1972年に「札幌駅名店街」、1978年には札幌ターミナルビル開業により「エスタ二番街」を開設した。1999年に約半年間休業して全面改修を行い、「アピア」としてリニューアルした。2005年にアピアを運営する札幌駅地下街開発が、札幌ステラプレイスを運営する札幌駅南口開発、エスタを運営する札幌ターミナルビル、パセオを運営する札幌ステーション開発と合併し、「札幌駅総合開発」と商号変更した。

## 年譜
- 1952年
  - 3月 - 札幌ステーションデパート事業協同組合設立[13]。
  - 12月26日 - 札幌駅4代目駅舎地下に開店[13]。
- 1956年11月 - 売り場拡張計画を国鉄に申請[13]。
- 1957年8月 - 売り場拡張計画認可[13]。
- 1958年7月 - 北海道大博覧会に合わせ拡張部を開業[13]。
- 1964年2月 - 札幌駅北口開設に合わせ「北口ステーションストア」を開業[13]。
- 1970年11月18日 - 札幌市営地下鉄南北線建設に伴う移転先となる札幌駅西側広場の地下街建設を目的に札幌ステーションデパート協同組合・鉄道弘済会・日本食堂・みかど・伊藤組土建の出資で「札幌ステーションビル」（後に「札幌駅地下ビル」に改名）を設立[13]。
- 1972年3月25日 - 札幌駅新地下商店街「札幌駅名店街」開業[13][10]。
- 1978年9月1日 - 札幌ターミナルビル「札幌エスタ」開業、地下街「エスタ2番街」開業。
- 1994年
  - 2月 - 札幌駅地下ビルが「札幌駅地下街開発」へ商号変更[14]。
  - 4月 - 札幌駅地下街開発が「エスタ2番街」の営業を譲受[14]。
- 1997年 - 札幌駅地下街開発が「札幌ステーションデパート」の営業を譲受[14]。
- 1998年5月 - 札幌駅南口地下街増改修事業着工[14]。
- 1999年
  - 4月1日 - 全面改修工事に着手[10][14]。
  - 10月1日 - 南口広場地下増改修が完成し「アピア」としてリニューアル開業[15]。
- 2005年 - 札幌駅南口開発、札幌駅地下街開発、札幌ターミナルビル、札幌ステーション開発が合併し札幌駅総合開発の管理となる。